# Швецкое
Швецкое — деревня в Тонкинском районе Нижегородской области. Входит в состав городского поселения Рабочий посёлок Тонкино.

## География
Деревня находится на расстоянии примерно 4 км (по прямой) к юго-западу от рабочего посёлка Тонкино, административного центра района.

## Население
| 2002 | 2010 |
| ---- | ---- |
| 1    | ↘0   |

### Национальный состав
Согласно результатам переписи 2002 года, в деревне проживал один житель русской национальности.